# ハージェスト・リッジ
『ハージェスト・リッジ』（Hergest Ridge）は、マイク・オールドフィールドが1974年に発表した、ソロ名義では2作目のスタジオ・アルバム。

## 背景
アルバム・タイトルは、当時オールドフィールドが住んでいたヘレフォードシャーにある丘に由来しており、イングランドの田園地帯をイメージして作曲された。前作『チューブラー・ベルズ』と同様、オックスフォードシャーのザ・マナー・スタジオにおいて、オールドフィールド自身による様々な楽器のオーバー・ダビングを中心にレコーディングが進められた。
オールドフィールドの姉サリー・オールドフィールドに加えて、元メロウ・キャンドルのクロダー・シモンズもボーカルで参加した。また、クレジットには明記されていないが、オールドフィールドの兄テリー・オールドフィールド（木管楽器）や、ケヴィン・エアーズのアルバム『彼女のすべてを歌に』（1971年）のレコーディングでオールドフィールドと共演したウィリアム・マーレイ（シンバル）も参加したといわれる。
本作のクワイアとストリングスの指揮を担当したデヴィッド・ベッドフォードは、後に本作全編のオーケストラ編曲を行っており、NASAとトニー・パーマーが制作したドキュメンタリー映画『The Space Movie』では、オーケストラ・ヴァージョンの録音の一部が使用された。

## 反響・評価
全英アルバムチャートでは3週連続で1位を獲得したが、1974年9月29日付のチャートでは、自身の前作『チューブラー・ベルズ』によって首位から蹴落とされる結果となった。アメリカでは前作ほどの成功を収められず、1974年10月26日付のBillboard 200で最高87位を記録するにとどまった。
Mike DeGagneはオールミュージックにおいて5点満点中4点を付け「『チューブラー・ベルズ』と同様の多彩な音作りを維持している」と評している。また、Richard Haversは2023年、「前作よりもクラシカルで複雑」「レイフ・ヴォーン・ウィリアムズやアーノルド・バックスといった、20世紀初頭のイングランドの作曲家を思わせる」と評している。

## 収録曲
特記なき楽曲はマイク・オールドフィールド作曲。
1. ハージェスト・リッジ（パート1） - "Hergest Ridge, Part 1" - 21:29
2. ハージェスト・リッジ（パート2） - "Hergest Ridge, Part 2" - 18:45

### 2010年デラックス・エディション盤ボーナス・トラック
1. もろびと声あげ - "In Dulci Jubilo (For Maureen)" (Robert Lucas Pearsall) - 2:45
2. スパニッシュ・チューン（1974年プロモーショナル・シングル・ヴァージョン） - "Spanish Tune" - 3:11

### 2010年デラックス・エディション盤ボーナス・ディスク
デラックス・エディション盤のディスク1には2010年のステレオ・ミックスが収録され、1974年のオリジナル・ステレオ・ミックスは、本ボーナス・ディスクの1.と2.に収録された。
1. ハージェスト・リッジ（パート1） - "Hergest Ridge, Part 1" - 21:32
2. ハージェスト・リッジ（パート2） - "Hergest Ridge, Part 2" - 18:40
3. ハージェスト・リッジ（1974年デモ・パート1） - "Hergest Ridge, Part 1" - 20:21
4. ハージェスト・リッジ（1974年デモ・パート2） - "Hergest Ridge, Part 2" - 18:13

### 2010年デラックス・エディション盤ボーナスDVD
2010年の5.1サラウンド・ミックスを収録。
1. ハージェスト・リッジ（パート1） - "Hergest Ridge, Part 1"
2. ハージェスト・リッジ（パート2） - "Hergest Ridge, Part 2"

## 参加ミュージシャン
- マイク・オールドフィールド - エレクトリック・ギター、アコースティック・ギター、クラシック・ギター、マンドリン、エレクトリック・オルガン、グロッケンシュピール、ティンパニ、ゴング、ベル、ナットクラッカー
- ジューン・ホワイティング、リンゼイ・クーパー - オーボエ
- テッド・ホバート - トランペット
- チリ・チャールズ - スネアドラム
- クロダー・シモンズ、サリー・オールドフィールド - ボイス
- デヴィッド・ベッドフォード - クワイア&ストリングス指揮